# Paul-Gerhard Stäbler
Paul-Gerhard Stäbler (* 5. Februar 1978 in Stuttgart) ist ein deutscher Jurist. Er ist seit Januar 2024 Richter am Bundessozialgericht. 

## Beruf
Nach dem Abitur am Christoph-Jacob-Treu-Gymnasium in Lauf an der Pegnitz und der Ableistung des Wehrdienstes studierte Paul-Gerhard Stäbler von 1998 bis 2003 Rechtswissenschaften an der Friedrich-Alexander-Universität Erlangen-Nürnberg. Nach dem 1. juristischen Staatsexamen war er von 2003 bis 2005 Rechtsreferendar beim Freistaat Bayern und legte anschließend sein 2. juristisches Staatsexamen ab.
Von 2006 bis 2008 arbeitete Stäbler als Referent, stellvertretender Referatsleiter und stellvertretender persönlicher Referent des Amtschefs im Bayerischen Staatsministerium für Arbeit und Sozialordnung, Familie und Frauen in München, bevor er 2008 zum Richter am Sozialgericht ernannt wurde. Nach einer Einarbeitungszeit am Bayerischen Landessozialgericht war er bis 2014 als Richter am Sozialgericht München tätig. Dort qualifizierte er sich zudem als Güterichter und in der Mediation. 2014 wechselte er aus persönlichen Gründen in den baden-württembergischen Justizdienst an das Sozialgericht Stuttgart, wurde 2015 ans Landessozialgericht Baden-Württemberg abgeordnet und 2016 dort zum Richter am Landessozialgericht befördert. Er übte neben seiner richterlichen Tätigkeit ab 2017 das Amt des IT-Referenten des Landessozialgerichts Baden-Württemberg aus. Von 2019 bis 2021 war Stäbler als Wissenschaftlicher Mitarbeiter am Bundesverfassungsgericht im Dezernat des Präsidenten des Bundesverfassungsgerichts tätig, bevor er wieder ans Landessozialgericht wechselte und dort die Rechtsgebiete Krankenversicherung, Vertragsarztrecht und Rentenversicherung betreute. Er war zudem nichtständiges Mitglied des Dienstgerichtshofs für Richter beim Oberlandesgericht Stuttgart.
Am 19. Oktober 2023 wurde Paul-Gerhard Stäbler vom Richterwahlausschuss des Bundestages zum Richter am Bundessozialgericht gewählt. Mit der Ernennung zum Richter am Bundessozialgericht am 1. Januar 2024 wies das Präsidium Stäbler dem für die Sozialhilfe und das Asylbewerberleistungsrecht zuständigen 8. Senat des Bundessozialgerichts zu.
Stäbler ist als Referent und Speaker innerhalb und außerhalb der Sozialgerichtsbarkeit bekannt und Autor verschiedener Kommentare, Zeitschriften und Fachbücher (u. a. Neue Zeitschrift für Sozialrecht, Krauskopf – Soziale Krankenversicherung, Pflegeversicherung, juris-Praxiskommentare, Handbuch des Fachanwalts Sozialrecht).

## Ehrenamt
Paul-Gerhard Stäbler engagiert sich seit vielen Jahren in Leitungsaufgaben der christlichen Jugendarbeit, überregionalen gemeinnützigen Organisationen und in der evangelischen Kirche, deren Mitglied er ist.
Von 2003 bis 2011 war er Mitglied im Vorstand des CVJM-Gesamtverbandes in Deutschland e.V., von 2009 bis 2019 Mitglied im Aufsichtsrat von ERF Medien e.V.  Von 2022 bis 2025 war er Stellvertretender Vorsitzender des Evangelischen Jugendwerks in Württemberg. Stäbler leitet das überregionale ehrenamtliche Medienprojekt [bild:werk] medien innerhalb des Vereins „missionarisch unterwegs e.V.“ mit und setzt sich für professionelle Videoübertragungen auf christlichen Großveranstaltungen ein. Während der Corona-Pandemie unterstützte das Medienteam u. a. die Einführung von Livestreams bei Gemeindegottesdiensten.
Für den mehrtägigen Jugend-Kongress Christival 2016, der in Karlsruhe stattfand, war Stäbler im Vorstand des Trägervereins tätig. 2024 wurde er in das Kuratorium des CVJM Baden berufen.
Stäbler predigt regelmäßig in Gottesdiensten und spielt Klavier in gemeindlichen Musikteams.

## Privates
Seit 2005 ist Paul-Gerhard Stäbler verheiratet mit Sibylle, die als Grundschullehrerin arbeitet. Das Paar hat drei Kinder und wohnt seit 2014 in Esslingen am Neckar. Paul-Gerhard Stäbler ist der Sohn von Hans-Martin Stäbler.